# August Vogler

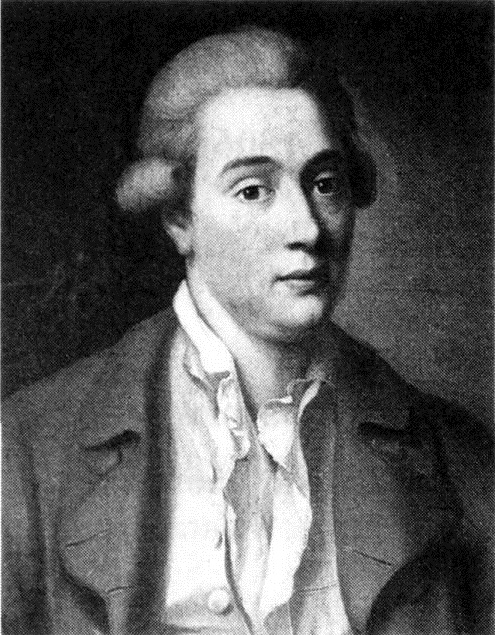
August Vogler

Johann August Vogler (* 20. September 1790 in Hachenburg; † 22. Dezember 1860 in Ems) war Badearzt und Landtagsabgeordneter.

## Leben
August Vogler besuchte bis 1807 das Gymnasium Weilburg und studierte dann in Heidelberg und Würzburg Medizin. Nachdem er das Studium 1812 mit der Promotion zum Dr. med. abgeschlossen hatte, wurde er 1814 nassauischer Regimentsarzt und dann Referent bei der Nassauische Regierung in Wiesbaden. 1818 bis 1836 war er gemäß dem Medizinaledikt von 1818 Medizinalrat für das Amt Nassau in Bad Ems. 1818 wurde er auch zum Hofrat und 1830 zum Obermedizinalrat ernannt. Ab 1836 war er frei praktizierender Badearzt in Bad Ems.
1852 bis zu seiner Mandatsniederlegung 1884 war er für den Wahlkreis XII (Nassau) Abgeordneter der zweiten Kammer der Landstände des Herzogtums Nassau.

## Familie
August Vogler, der evangelischer Konfession war, war der Sohn des Arztes und Apothekers Johann Andreas Vogler (* 20. Oktober 1753 in Darmstadt; † 12. Oktober 1826 in Hachenburg) und dessen Frau Amalie Helene Friederike geborene Clotz (5. August 1766 in Hachenburg; † 3. Februar 1836 ebenda). Johann Andreas Vogler war Doktor der Medizin, burggräflich-kirchbergischer Hofarzt- und Leibmedicus des Burggrafen August von Kirchberg und Stadt- und Landphysikus. Daneben war er Apotheker und Besitzer der Hachenburger Apotheke. Die Mutter war Tochter des Regierungsrates Clotz.
August Vogler heiratete November 1817 in Ems seine erste Ehefrau, Christiane Wilhelmine geborene Usener (* 7. November 1798 in Weilburg; † 21. Mai 1829 in Ems), die Tochter des Landrats Karl Valentin Usener und dessen Frau Susanne Caroline geborene Popp.
Am 10. Oktober 1830 heiratete er in zweiter Ehe in Ems Wilhelmine geborene Gosebruch (* 9. März 1812 in Hamm; † 1. September 1890 in Ems), die Tochter des Bürgermeisters Dietrich Wilhelm Gosebruch und dessen Frau Johanna Wilhelmine Christine geborene Cramer.

## Schriften
August Vogler ist der Autor verschiedener Werke über Mineralbrunnen, darunter:
- Ueber den Gebrauch der Mineralquellen, insbesondere derer zu Ems. Sauerländer, Frankfurt am Main 1840, (Digitalisat).